# Coppa Interamericana 1975
La Coppa Interamericana 1975 è stata la quinta edizione del trofeo riservato alle squadre vincitrici della CONCACAF Champions' Cup e della Coppa Libertadores.

## Avvenimenti
Entrambe le partite si tennero all'Estadio Olímpico di Caracas, in Venezuela. La prima gara, che vide l'affluenza di circa 12.000 spettatori, fu caratterizzata da un gioco molto fisico e da strette marcature a uomo; si contrapposero i due diversi stili delle formazioni in campo: l'Independiente cercava di prendere il controllo del centrocampo con passaggi corti e un gioco lento, mentre l'Atlético Español, sfruttando la velocità di Ramírez, cercava di guadagnare terreno con lanci lunghi. Al 7º minuto s'infortunò Astegiano, colpito alla gamba sinistra: a sostituirlo fu Percy Rojas, peruviano. Fino al 25º minuto di gioco gli argentini marcarono stretti gli avversari, che cercavano di liberarsi in velocità; in seguito il gioco si fece più duro, e l'arbitro venezuelano Fiorenza dovette estrarre più volte il cartellino giallo. Al 33º Ramírez, con un calcio di punizione, mise in difficoltà Gay, che mise il pallone in calcio d'angolo; poi, sei minuti dopo, l'Independiente guadagnò tre calci d'angolo consecutivi. Sul finire del primo tempo gli argentini modificarono la propria tattica, avanzando i reparti così da lasciare Isiordia e Ramírez in fuorigioco. Ramírez, al penultimo minuto della prima frazione, riuscì a segnare con un tiro da 25 metri. Bochini replicò 60 secondi dopo, superando Álvarez e il portiere Camacho dopo un'azione decisa. Il secondo tempo iniziò con azioni offensive da parte di ciascuna squadra; al 19º Bochini passò a Rojas, che però non riuscì a concretizzare, tirando fuori. Al 23º lo stesso Rojas fu espulso per aver colpito duramente Pardo. Al 28º Rodríguez Vega si portò in attacco e servì Borbolla, che dall'area di rigore superò Gay. Arroyo replicò 4 minuti dopo, fissando il risultato sul 2-2.
La partita di ritorno si disputò nello stesso stadio, davanti a 15.000 spettatori, con un clima caldo (28 gradi). L'inizio del primo tempo fu caratterizzato da un'opportunità per Isiordia, che tirò fuori dopo aver scambiato il pallone con Ramírez e Borbolla. L'Independiente assunse poi il controllo dell'incontro, concentrandosi sulla superiorità a centrocampo, volta a evitare i contropiede dei messicani. L'Atlético Español, grazie alla sua migliore condizione fisica, riuscì a mettere in difficoltà gli avversari verso il 30º minuto, ottenendo quattro calci d'angolo in rapida successione. Il portiere argentino Gay fu tra i migliori in campo, ed evitò più volte il gol dell'Atlético Español. Le principali occasioni capitarono a Rivas (3º minuto) e Borbolla (nel secondo supplementare), mentre per gli argentini furono Bertoni e Arroyo ad andare maggiormente vicini al gol. Nei tempi supplementari il gioco si rallentò notevolmente, e le occasioni diminuirono di conseguenza; le squadre si trovarono così a dover decidere il vincitore tramite i tiri di rigore. La parata di Gay su Borbolla dette la vittoria all'Independiente.

## Tabellino

### Andata
| Arbitro: | Fiorenza |

| |            | |
| O. Ramírez 44’ Borbolla 73’ | Marcatori  | 45’ Bochini 77’ Arroyo |
| · Camacho P · Rivero D · Candia D · Rodríguez Vega D · Álvarez D · García C · O. Ramírez C · Pardo C · 79’ Isiordia C · Rivas A · Urbina A · Borbolla A | Formazioni | · P Gay · D Soria 79’ · C Lencina · D Villaverde · D Trossero · D Pavoni · C Semenewicz · C Galván · C Bochini · A Arroyo · A Astegiano 7’ · A Rojas 68’ · A Bertoni |
| Roca | Allenatori | Pastoriza |

### Ritorno
| Arbitro: | Llobregat |

| |                      | |
| O. Ramírez Rodríguez Vega Rivero Borbolla | Tiri di rigore 2 – 4 | Pavoni Bertoni Soria Arroyo |
| · Camacho P · 69’ Candia D · García C · Álvarez D · Rodríguez Vega D · I. Ramírez D · Urbina C · Rivero C · Pardo C · Isiordia C · Rivas A · O. Ramírez A · Borbolla A | Formazioni           | · P Gay · D Soria · D Villaverde · D Trossero · D Pavoni · C Semenewicz · C Galván · C Lencina · C Carrica · A Arroyo · A Brítez · A Bertoni |
| Roca | Allenatori           | Pastoriza |